# تاینا مولر
تاینا مولر (انگلیسی: Tainá Müller؛ زادهٔ ۱ ژوئن ۱۹۸۲) یک هنرپیشه اهل برزیل است.
در سن ۱۹ سالگی، او کار به عنوان وی‌جی برای ام تی وی برزیل در ریو گراند دو سول و همچنین به عنوان یک مدل، کار در در میلان، هنگ کنگ و بانکوک آغاز کرد.

## زندگی شخصی
در ۳۰ نوامبر ۲۰۱۳، تاینا مولر با همسرش هنریکه سائر در یک مراسم عروسی ساده شمنی در مکزیک ازدواج کرد. مولر و همسرش اولین فرزند خود را در آوریل ۲۰۱۶ به دنیا آوردند

## فیلم‌شناسی

### سینما
| سال  | عنوان                                   | نقش              |
| ---- | --------------------------------------- | ---------------- |
| ۲۰۰۷ | سگ بی صاحب                              | مارسلا           |
| ۲۰۰۸ | شهر پلاستیک                             | ریتا             |
| ۲۰۰۸ | اگر هیچ چیز دیگری کار نمی‌کند            | مایل             |
| ۲۰۰۹ | در یک شب تاریک، به عنوان گل رز زرد است  | آنا              |
| ۲۰۰۹ | دسکالسا                                 | لورا             |
| ۲۰۱۰ | نیروی ویژه ۲: دشمن خودی                 | کلارا            |
| ۲۰۱۱ | در نقش ماس دی چیکو خاویر                | لارا             |
| ۲۰۱۲ | ای آی… کامیو؟                           | ویتوریا براندائو |
| ۲۰۱۳ | به عنوان ماجراهای خارق‌العاده یک کاپیتان | دوروتی           |
| ۲۰۱۴ | لب آبی                                  | موجر گیدو        |
| ۲۰۱۷ | یکنوع بازی شبیه لوتو: پادشاه صبح‌ها      | آنجلیکا          |

### تلویزیون
| سال    | عنوان                  | نقش               | یادداشت  |
| ------ | ---------------------- | ----------------- | -------- |
| ۲۰۰۷   | جادوی ابدی             | لورا ماسکریناس    | ۳۴ قسمت  |
| ۲۰۰۹   | افشا                   | ویکتوریا د کاسترو | ۲۸ قسمت  |
| ۲۰۱۰   | یک لیگ                 | ارائه کننده       | ۱ قسمت   |
| ۲۰۱۱   | کنایه از بی‌فکری در عشق | پائولا کورتز      | ۱۰۶ قسمت |
| ۲۰۱۲   | پر از جذابیت           | لیارا ماریز       | ۱۴۳ قسمت |
| ۲۰۱۳   | فلور دو کارییب         | لودمیلا ویلالبا   |          |
| ۲۰۱۴   | ام فامیلیا             | مارینا میرلس      |          |
| ۲۰۱۵   | بابیلونیا              | کریس              |          |
| ۲۰۱۶   | ادیفیسیو پارایسو       | بیا               |          |
| ۲۰۱۸   | آن سوی بهشت            | هاله              |          |
| ۲۰۲۰ – | صبح بخیر، ورونیکا      | ورونیکا تورس      |          |